# Розпорядження (документ)
Розпоря́дження (англ. regulation, кит.: 行政命令, нім. Verordnung, пол. rozporządzenie, рос. распоряжение, фр. règlement) — у правознавстві нормативний акт, який має індивідуальний організаційний характер. Різновид підзаконного акту. Видається з оперативних та інших поточних питань державного управління. Нижче наказу і постанови, вище рішення і правила. На відміну від постанови, як правило, не має нормативного характеру. Скасування розпорядження чи визнання його недійсним здійснюються у судовому порядку або шляхом анулювання вищестоящим органом.

## Назва
Розпоря́дження — переклад терміна рос. распоряжение, що є калькою з нім. Verordnung.

## За країною

### СРСР
У радянському праві підзаконний правовий акт Ради Міністрів СРСР, Рад Міністрів союзних і автономних республік, виконкомів місцевих Рад народних депутатів. Видавався провідними органами в межах їхньої компетенції на основі і на виконання законів, указів, інших актів органів. Розпорядження виконкому видавалося також на підставі рішень місцевої Ради, якій він підпорядкований. 

### Україна
Видаються Президентом України та Кабінетом міністрів України (ст. 106, 117 Конституції), іншими органами державної влади та їхніми посадовими особами у межах їхньої компетенції. Публікуються на основі та на виконання Конституції, законів, указів Президента України, постанов Кабінету міністрів України, актів вищестоящих органів або органів місцевого самоврядування. 
Розпорядження Президента України, видані в межах повноважень, передбачених ст. 106 Конституції, скріплюються підписами Прем'єр-міністра України та міністра, відповідального за акт та його виконання, і є обов'язковими до виконання на всій тер. України.

## Класифікація
- Розпорядження, що мають разові правові наслідки для конкретного випадку;
- Розпорядження загальні довготривалої дії.

### Монографії
- Дячук С. І. Виконання наказу чи розпорядження у кримінальному праві. Київ, 2001
- Скакун О. Ф. Теорія держави і права. Харків, 2001.

### Довідники
- Розпорядження [Архівовано 22 листопада 2016 у Wayback Machine.] // УРЕ
- Нагребельний, В. П.; Врублевський, О. С.; Бигич, О. Л. Розпорядження [Архівовано 19 листопада 2016 у Wayback Machine.] // Юридична енциклопедія